# Atlético Morazán
El Atlético Morazán fue un equipo de fútbol de Honduras que alguna vez estuvo en la Liga Nacional de Fútbol de Honduras, la liga de fútbol más importante del país.

## Historia
El club fue fundado en 1970 en la capital Tegucigalpa y era el club que representaba al Ejército de Honduras, aunque fueron fundados con el nombre Atlético Fusep. Lograron ascender a la Liga Nacional de Fútbol de Honduras por primera vez en 1981, logrando el subcampeonato de la máxima categoría en 1982 luego de perder la final ante el CD Vida.
Un año más tarde se fusionaron con el Juventud Ribereña y cambiaron su nombre por el de Juventud Morazánica, aunque solamente duraron dos años con ese nombre porque desapareció en 1985 tras venderle la franquicia al Sula de La Lima.
Disputaron 166 partidos en la máxima categoría, con 41 victorias, 71 empates y 54 derrotas, 154 goles anotados y 188 recibidos; haciendo un total de 194 puntos en la Liga Nacional de Fútbol de Honduras.

## Palmarés
- Liga Nacional de Fútbol de Honduras: 0
  - Subcampeón: 1

1981-82